# Hadja Lahbib
Hadja Lahbib (Boussu, 21 giugno 1970) è una politica, giornalista e presentatrice televisiva belga, Commissaria europea per la parità, la preparazione e la gestione delle crisi nella Commissione von der Leyen II dal 2024. Per oltre vent'anni figura di rilievo della televisione belga, dal 15 luglio 2022 al 30 novembre 2024 ha ricoperto la carica di ministra federale degli Affari esteri del Belgio..

## Biografia
Hadja Lahbib è nata nel 1970 a Boussu, un comune del Borinage, un tempo uno dei più importanti giacimenti carboniferi d'Europa, nella provincia belga dell'Hainaut, in una famiglia di lavoratori algerini di lingua berbera originari della Cabilia. Ha quattro fratelli. I suoi genitori sono musulmani praticanti, lei dice di essere più attratta dal buddismo.

### Carriera nel giornalismo
Hadja Lahbib ha studiato dal 1989 giornalismo e comunicazione si è laureata in giornalismo all'Université libre de Bruxelles. Una volta laureata, dal 1993 al 1997 ha lavorato come giornalista per RTL-TVI a Liegi, dove si è occupata, tra le altre cose, della vicenda del molestatore sessuale Marc Dutroux. Dal 1997 al 2022 ha lavorato per RTBF, la televisione di Stato in lingua francese in Belgio, prima come giornalista nel campo della "società", poi come presentatrice di lunga data del principale programma di notizie della RTBF Journal télévisé (JT), che l'ha resa nota a livello nazionale. Inoltre, ha lavorato per "Arte Belgique" e ha co-condotto due programmi culturali mensili con Patrick Delamale. Ha presentato anche programmi dell'emittente statale francese TV5 Monde. Nel maggio 2013 ha presentato la finale del Concorso Regina Elisabetta in coppia con Patrick Leterme ma ha rifiutato esplicitamente di menzionare la nazionalità israeliana del primo Premio Boris Giltburg.
Ha spesso raccontato i teatri di guerra, soprattutto in Medio Oriente e anche in Afghanistan. Il suo documentario Afghanistan. Le choix des femmes ("Afghanistan. La scelta delle donne") l'ha anche resa nota come regista ed è stato successivamente pubblicato come libro. Il film è stato insignito del Golden Link Award dell'European Broadcasting Union (EBU) nel 2008. Per il suo documentario (Patience, patience, t'iras au paradis!) su sei donne musulmane immigrate in Belgio e la loro emancipazione in una società libera, che le ha portate fino a New York, ha ricevuto il premio "Iris Europa" nel 2015.
Più di recente, ha spostato la sua attenzione giornalistica sul settore culturale e ha lasciato RTBF come conduttrice principale nel 2019. Nel 2021, insieme all'ex direttore del Teatro Reale Fiammingo di Bruxelles, Jan Goossens, è stata incaricata dal governo della Regione di Bruxelles-Capitale di preparare la candidatura di Bruxelles a Capitale europea della cultura per il 2030.

### Ministra degli Affari Esteri
Fino alla sua nomina a ministra degli Esteri il 15 luglio 2022 nel governo di Alexander De Croo, Habib non era politicamente attiva e solo allora è diventata membro del liberale Mouvement Réformateur (MR), il cui leader Georg-Louis Bouchez l'ha sorprendentemente proposta per la carica. In precedenza, Sophie Wilmès si era dimessa per potersi prendere cura del marito gravemente malato, e una nomina da parte della cerchia dei politici MR era attesa. Per quanto riguarda la sua classificazione politica, ha detto alla conferenza stampa in cui è stata presentata: "Je ne suis ni de gauche, ni de droite, je suis fondamentalement libre" (lett. "Non sono di sinistra, non sono di destra, ma fondamentalmente libera").
La sua responsabilità ministeriale comprende anche l'area delle "istituzioni culturali federali" e del commercio estero. Sebbene il suo predecessore fosse anche vice primo ministro, questo incarico era già stato assegnato a David Clarinval nell'aprile 2022.
La sua nomina, considerata in particolare nelle Fiandre come un sorprendente "paracadute" a causa della mancanza di background politico e di base elettorale, ha causato una certa tensione tra il governo ucraino e parte dell'opinione pubblica, poiché la sua visita in Crimea l'anno precedente con un visto russo era stata una violazione della legge ucraina. Georges-Louis Bouchez, presidente del MR, ha sottolineato che lei è stata la sua "prima e unica scelta", evocando una "carriera meritocratica", e aggiungendo che si può "nascere in un insediamento di Boussu e diventare ministro degli Affari esteri". Secondo Paris Match, "il liberale ha quindi optato per un volto che è allo stesso tempo familiare e rispettato".
Ha svolto un ruolo di primo piano nelle trattative del 2023 per il rilascio di Olivier Vandecasteele, un operatore umanitario belga arrestato nel febbraio 2022 in Iran e rilasciato di fatto il 26 maggio 2023.
Nell'ambito della formazione di un governo dopo le elezioni parlamentari belghe, il 2 settembre 2024 è stata selezionata dal leader del suo partito, Georg-Louis Bouchez (MR), come candidata belga per un posto di commissaria UE nella neonata Commissione von der Leyen II, in sostituzione dell'ex commissario belga Didier Reynders. Il 17 settembre 2024 Ursula von der Leyen ha annunciato la ripartizione dei compiti della nuova Commissione europea e ha nominato Hadja Lahbib Commissaria europea per la resilienza, gli aiuti umanitari e la gestione delle crisi e l'uguaglianza. Il 1° dicembre 2024 ha ufficialmente assunto la carica di Commissaria.

#### Aiuti all'Ucraina
Il 26 novembre 2022, Hadja Lahbib ha visitato Kiev, insieme al primo ministro, e ha incontrato il suo omologo ucraino. Era la prima volta che il primo ministro belga visitava l'Ucraina, dal 24 febbraio e dall'inizio dell'invasione russa del Paese. Volodymyr Zelens'kyj ha ringraziato il Belgio per il sostegno che ha dato all'Ucraina.
Nel settembre 2023, il MR, attraverso la voce di Hadja Lahbib e David Clarinval, ha chiesto alla Difesa di riesaminare la possibilità di consegnare F-16 all'Ucraina. Hadja Lahbib spiega: "Il modo migliore per proteggere il Belgio è inviare F-16 in Ucraina". Nel maggio 2024, durante la visita del presidente ucraino Zelensky in Belgio, Lahbib ha annunciato l'invio di 30 caccia F-16 entro il 2028.